# Strambino
Strambino (piemonti nyelven Strambin) egy észak-olasz község (comune) a Piemont régióban.

## Frazionék
- Cerone
- Crotte
- Carrone
- Realizio

## Testvérvárosok
- Villa del Rosario, Argentína